# José Manuel Romero Barrios
José Manuel Romero Barrios (* 9. April 1955 in Pariaguán) ist ein venezolanischer Geistlicher und römisch-katholischer Bischof von El Tigre.

## Leben
José Manuel Romero Barrios empfing am 1. Dezember 1979 die Priesterweihe für das Bistum Barcelona.
Papst Benedikt XVI. ernannte ihn am 2. Februar 2012 zum Weihbischof in Barcelona und Titularbischof von Materiana. Der Bischof von Barcelona, César Ramón Ortega Herrera, spendete ihm am 14. April desselben Jahres die Bischofsweihe; Mitkonsekratoren waren Jorge Liberato Kardinal Urosa Savino, Erzbischof von Caracas, Santiago de Venezuela, und Diego Padrón Sánchez, Erzbischof von Cumaná.
Papst Franziskus ernannte ihn am 31. Mai 2018 zum ersten Bischof des mit gleichem Datum errichteten Bistums El Tigre.